# Юрій Юрійович Олелькович-Слуцький
Юрій (II) Юрійович Олелькович-Слуцький (бл. 1531 — 9 листопада 1578) — князь, член Пани-ради, польський сенатор (1577) перетворив Слуцьк у центр православної культури.

## Життєпис
Старший син князя Юрія Семеновича та княгині Олени з княжого роду Радзивіллів (шлюб 1530 року). Батько — Юрій Семенович (1478 — 17 квітня 1542) — член Ради Панів Великого князівства Литовського. Підтримував політичні плани князя Костянтина Острозького, був власником величезних земельних володінь у Білорусі. Після смерті матері 1546 року став опікуном своїх молодших братів та сестер.
1559 року позичив королю 7000 кіп литовських грошів взамін заставленого Пінського князівства, 1561 року взяв Бобруйське староство за позику 12000 кіп литовських грошів. Брав участь у війні з Московією на чолі власного війська 1564 року. Був серед 18 панів Ради ВКЛ, які в Молодечному склали відповідь підканцлеру Пйотрові Мишковському щодо унії з Короною. Через хворобу не брав участи в Люблінській унії. Декларував її підтримку, не хотів скласти присягу перед висланими королем комісарами, а перед королем. Прибув до Книшина, король запропонував почекати повернення комісарів. Король ухилився від безпосереднього прийняття присяги, пославшись на рішення Сенату. Юрій Юрійович Слуцький не отримав місця в Сенаті Речі Посполитої. В цій справі мав виступ на сеймі у Варшаві 1572 року князь Василь Костянтин Острозький. Це використали конкуренти Слуцького — Радзивілли, Ходкевичі.
Не відомо, чи брав участь в Сеймі ВКЛ в Рудниках 1572 року, на якій було від імені Ради ВКЛ приготовано лист до Івана IV з пропозицією надати трон сину Фьодору (його підозрювали в авторстві, але не було його печатки). Прибулі на конвокаційний сейм 1573 року його посли з Луцька передали коронним сенаторам лист князя Юрія Слуцького, в якому він віддавав під опіку сенату своє князівство, просив місце в сенаті, вказував на існування опозиції унії. 2 квітня 1573 зі збройним почтом прибув на виборний сейм.
Помер 9 листопада 1578 року, був похований у Києво-Печерському монастирі 12 квітня 1579 року. Каспер Несецький стверджував, що дружина поховала його в каплиці, яку збудувала при костелі єзуїтів у Любліні. Існував надгробок з епітафією.

## Власність
1557 року провели поділ маєтків батька, за яким віддали частку сестрі Софії, яка мала вийти за Івана Ходкевича. З братом спадку не ділили. Весілля сестри призвело до гострих конфліктів Олельковичів з Ходкевичами. Після смерті брата 1560 року став єдиним спадкоємцем Слуцької волості. Дружина привнесла: Сім'ятичі (місто, 7 сіл), Орля (13 сіл), Батож, Красник. Посідав Ванево (Підляшшя, 6 фільварків, 18 сіл).
Його двір у Слуцьку був центром православної культури. У 1576—1578 роках тут гостював Мацей Стрийковський.

## Сім'я
Дружина — Катажина Тенчинська, донька львівського каштеляна графа Станіслава Тенчинського. Шлюб уклали 1558 року. По його смерті під тиском єзуїтів перед Пйотром Скарґою матір дала обіцянку вислати синів вчитись до Риму. По смерті князя Юрія вийшла за Криштофа Миколая Радзивілла «Перуна» 1581 року. Діти:
- Юрій Юрійович (1559—1586)
  - Софія Юрійвна Слуцька (1.5.1585 — 9.3.1612) — княжна слуцька, дружина Януша Радзивілла.
- Олександр (д/н—1591), князь Слуцький
- Іван Симеон, обидва 1580 року виїхали для навчання за кордон, стали римо-католиками, 1582 року поділили спадок.